# Mireya Luis
Alejandrina Mireya Luis Hernández (* 25. Februar 1967 in Camagüey) ist eine ehemalige kubanische Volleyballspielerin.
Mireya Luis gewann mit der kubanischen Volleyballnationalmannschaft 1992, 1996 und 2000 dreimal in Folge die Goldmedaille bei den Olympischen Spielen, sowie zweimal Gold bei den Weltmeisterschaften 1994 und 1998. Darüber hinaus erhielt sie bei mehreren internationalen Wettbewerben individuelle Ehrungen als beste Angreiferin.
Mireya Luis gilt als eine der besten Volleyballerinnen aller Zeiten. Besonders auffällig waren ihre spektakulären Sprünge, bei denen sie scheinbar immer noch eine Stufe höher stieg. Trotz ihrer für den Volleyball eher geringen Größe von 1,76 m hatte sie eine sonst im Damenvolleyball unerreichte Abschlaghöhe von 3,38 m (zum Vergleich: Deutschlands Beste Angelina Grün liegt mit 1,85 m bei 3,09 m) und – glaubt man den Spielerprofilen der FIVB – die größte Bodendifferenz im Frauen- und Männervolleyball.
2001 beendete Mireya Luis ihre aktive Karriere und blieb dem Volleyball im organisatorischen Bereich treu. 2004 wurde sie in die „Volleyball Hall of Fame“ aufgenommen.